# Isaac Bashevis Singer

Isaac Bashevis Singer (1988)

Isaac Bashevis Singer (tiếng Yid: יצחק באַשעװיס זינגער, tháng 7 năm 1902 – 24 tháng 7 năm 1991) là nhà văn Mỹ gốc Do Thái Ba Lan đoạt giải Nobel Văn học năm 1978.

## Tiểu sử
Isaac Basevic Singer, sinh ở Radzymin, Đế chế Nga (nay là Ba Lan) trong gia đình có bốn người con. Bố là người sùng tín Do Thái giáo thần bí, mẹ ở nhà làm nội trợ. Từ bé I. Singer thường được bố kể cho nghe những câu chuyện về thiên thần, quỷ sứ và nghe mẹ kể những câu chuyện về cổ tích gia đình. Năm lên 4 tuổi, gia đình chuyển về Warszawa Singer vào học ở trường dòng, ông bắt đầu say mê đọc các sách chính trị, kinh tế và văn học cổ điển Nga thế kỉ XIX. Năm 13 tuổi, I. Singer theo mẹ về quê ngoại ở miền Đông Ba Lan, nơi phong cảnh thiên nhiên cũng như cuộc sống con người vẫn còn giữ được khá đầy đủ những nét cổ xưa của thời Trung cổ. Năm 1923 I. Singer quay về Warszawa làm người chữa bản in cho tạp chí Trang văn học (Literarische Bletter). Thời gian này ông nghiên cứu triết học, ngôn ngữ, tâm lý học, các môn khoa học tự nhiên và bắt đầu thử viết văn. Năm 1927 tạp chí Literarische Bletter đăng 2 truyện ngắn đầu tay Tuổi già và Người đàn bà của ông, những năm sau đó ông tiếp tục viết truyện ngắn, dịch các tiểu thuyết hình sự Đức và tác phẩm của K. Hamsun, T. Mann.
Tiểu thuyết đầu tay Quỷ Sa tăng ở Goray của I. Singer đăng tải trên một tạp chí trong suốt năm 1934, in thành sách năm 1943, được các nhà phê bình đánh giá cao. Khi đảng Quốc xã lên nắm quyền ở Đức, I. Singer sang Mỹ định cư. Tại đây, ông cộng tác với báo Jewish Daily Forward và tiếp tục viết văn. I. Singer bắt đầu nổi tiếng khi tiểu thuyết Gia đình Mushkat (1945-1948) được dịch sang tiếng Anh (1950). Còn sau khi tờ tạp chí Partisan Review đăng truyện dài Gimpel dại dột qua bản dịch của S. Bellow thì I. Singer chính thức được thừa nhận. Gimpel là một nông dân quái gở và dại dột, cả tin và luôn bị những người hàng xóm lừa bịp. Tuy vậy, cuối cùng Gimpel cũng đã rút ra được điều kết luận rất chân tình: "Không nghi ngờ một điều rằng thế giới của ta là cõi mộng nhưng để đến cõi mộng này ta phải đi qua đời thực". Tiểu thuyết tình yêu Kẻ nô lệ (1962) kể về đời sống của người Do Thái ở Ba Lan thời trung cổ trở thành sách best-seller của ông.
Năm 1964, I. Singer được bầu làm thành viên danh dự của Viện Hàn lâm Văn học Nghệ thuật Quốc gia Mỹ. 5 năm sau ông nhận giải thưởng Quốc gia nhờ cuốn hồi ký viết cho trẻ em Ngày hạnh phúc: những câu chuyện về cậu bé lớn lên ở Warszawa. I. Singer nói ông viết cho trẻ em bởi vì "Con trẻ hãy còn tin vào Thượng đế và gia đình, thiên thần và quỷ sứ, phù thủy và yêu tinh...".
Trong diễn từ nhận giải Nobel, I. Singer coi việc tặng giải cho ông là "sự thừa nhận đối với ngôn ngữ Yiddish – một ngôn ngữ chịu cảnh tha hương, ngôn ngữ không có đất, không có biên cương… một ngôn ngữ mà không có từ để diễn tả những khái niệm như "vũ khí", "quân trang", "huấn luyện cực hình", "chiến thuật nhà binh"... Tiếng Yiddish là một ngôn ngữ khiêm nhường và luôn lo sợ nhưng không đánh mất niềm hy vọng của con người". Các nhà phê bình có những đánh giá khác nhau về I. Singer, nhưng ông được coi là một người kể chuyện tài hoa, hấp dẫn. Ông mất ở Surfride, Florida, Mỹ năm 1991.

## Tác phẩm
- Tuổi già (Oyf der elter, 1927), truyện ngắn
- Người đàn bà (Vayber, 1927), truyện ngắn
- Quỷ sa tăng ở Goray (Der soten in Goray, 1943), tiểu thuyết
- Chúa cứu thế lầm lỗi (Messiah the sinner, 1937) tiểu thuyết
- Gia đình Mushkat (Di familye Mushkat, 1950), tiểu thuyết
- Trang viên (The manor, 1967), tiểu thuyết
- Điền trang (The estate, 1969), tiểu thuyết
- Gimpel dại dột (Gimpel the fool, 1953), truyện dài
- Thầy phù thủy ở Lublin (Der kunsmakher fun Lublin, 1961), tiểu thuyết
- Spinoza nơi phố chợ (Der Spinozisti dertsey lung, 1961), tập truyện ngắn
- Kẻ nô lệ (Knekht, 1962), tiểu thuyết tình yêu
- Ngày hạnh phúc: những câu chuyện về cậu bé lớn lên ở Warszawa (Day of pleasure: stories of a boy growing up in Warszawa, 1969), hồi kí
- Anh bạn của Kafka và những câu chuyện khác (A friend of Kafka and other stories, 1970), tập truyện ngắn
- Vì sao Noah chọn bồ câu (Why Noah chose the dove, 1974), truyện thiếu nhi
- Cậu bé đi tìm Chúa: thuyết huyền nhiệm trong ánh sáng riêng (A little boy in search of God: mysticism in a personal light, 1976), hồi kí
- Shosha, (1978) tiểu thuyết
- Chàng trai trẻ đi tìm tình yêu (A young man in search of love, 1978), hồi kí
- Tình già (Old Love, 1979), truyện vừa
- Vươn tới thiên đường (Reaches of Heaven: A Story of the Baal Shem Tov, 1980), tiểu thuyết
- Lạc lối ở nước Mỹ (Lost in America, 1981), hồi kí
- Sám hối (The Penitent, 1983), tiểu thuyết
- Teibele and Her Demon (1983), kịch
- Tình yêu và lưu vong (Love and exile, 1984), hồi kí
- Truyện dành cho thiếu nhi (Stories for children, 1986), tập truyện thiếu nhi
- The King of the Fields (1988), tiểu thuyết
- The Death of Methuselah and Other Stories (1988), tập truyện ngắn
- Cặn bã (Scum, 1991), tiểu thuyết
- Giấy chứng nhận (The Certificate, 1992), tiểu thuyết
- Meshugah (1994),tiểu thuyết
- Shrew Todie and Lyzer the Miser and Other Children's Stories (1994), tập truyện thiếu nhi
- Shadows on the Hudson (1997), tiểu thuyết
- More Stories from My Father's Court (1999), hồi kí
- The Parakeet Named Dreidel (2015), tập truyện thiếu nhi
- Con dê Zlateh